# 石堡镇 (西和县)
石堡镇，是中华人民共和国甘肃省陇南市西和县下辖的一个乡镇级行政单位。
2016年，甘肃省民政厅批复同意撤销石堡乡，设立石堡镇。

## 行政区划
石堡镇下辖以下地区：
王寺村、张李村、史山村、张刘村、苏团村、石堡村、刘城村、祁家村、斜坡村、刘庄村、新窑村、阳山村、上坝村、郭庄村、张家河村、孟林村、马沟村、深沟村、包集村、石沟村、杨麻村和新亭村。